# عكبر أناضولي
عكبر أناضولي (الاسم العلمي: Microtus anatolicus) (بالإنجليزية: Anatolian Vole)‏ هو نوع من الثدييات يتبع جنس العكبر من الفصيلة القدادية.